# المدارم (قفل شمر)

تعديل مصدري - تعديل

المدارم هي إحدى قرى عزلة المخلاف بمديرية قفل شمر التابعة لمحافظة حجة، بلغ تعداد سكانها 130 نسمة حسب تعداد اليمن لعام 2004.